# براد واطسون
براد واطسون (بالإنجليزية: Brad Watson)‏‏ (24 يوليو 1955 في ميريديان، ميسيسيبي - 8 يوليو 2020) صحفي، وروائي من الولايات المتحدة.

## الجوائز
- زمالة غوغنهايم
- جائزة سو كوفمان للرواية الأولى